# Мятеж на «Баунти» (фильм, 1935)
«Мятеж на „Баунти“» (англ. Mutiny on the Bounty) (1935) — американская крупномасштабная историческая драма режиссёра Фрэнка Ллойда с Чарльзом Лоутоном и Кларком Гейблом в главных ролях, основанная на одноимённом романе Чарльза Нордхоффа и Джеймса Нормана Холла (1932) и повествующая о событиях на английском корабле «Баунти» в конце XVIII века. Продюсером ленты выступил «вундеркинд Голливуда» Ирвинг Тальберг.
Несмотря на исторические неточности, фильм имел огромный кассовый успех, став самым кассовым фильмом года и одним из самых больших хитов «Metro-Goldwyn-Mayer» 1930-х годов. Картина номинировалась на премию «Оскар» в 8 категориях, в том числе сразу три актёра получили номинацию за лучшую мужскую роль, и выиграла в самой престижной — «Лучший фильм», став последней кинолентой, удостоенной «Оскара» только в этой номинации (после «Бродвейской мелодии» и «Гранд-отеля»). Фильм доступен в оригинальной чёрно-белой версии и обновлённой колоризованной версии, которая сделана без участия создателей фильма. В 1962 году вышел цветной ремейк с Марлоном Брандо в главной роли.
По версии Американского института кино картина занимает ряд мест:
86-е место в списке 100 фильмов за 1998 год (выбыла в 2007 году);
7-е место в списке мужчин 100 звёзд (Кларк Гейбл);
19-е место в списке злодеев 100 героев и злодеев (капитан Уильям Блай).

## Сюжет

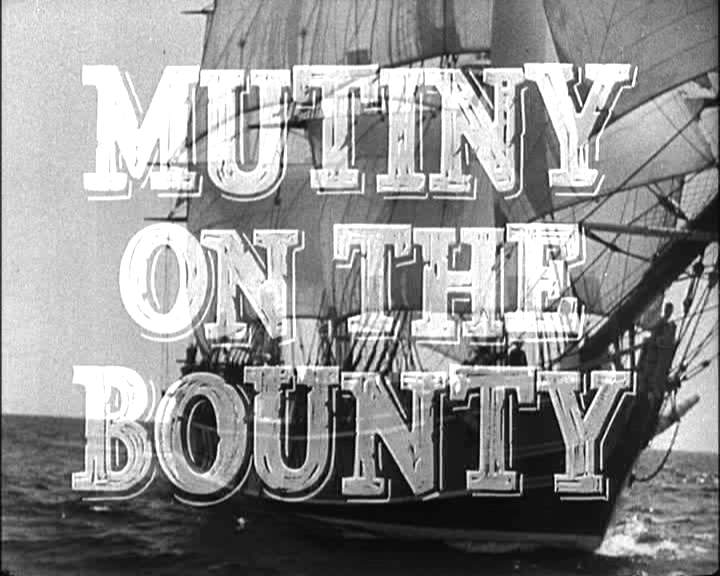
Скриншот из трейлера к фильму

«В декабре 1787 года „Баунти“, корабль Британского королевского флота, отправился в плавание из Портсмута на остров Таити, затерянный в безбрежных водах Тихого океана. Капитану было приказано добыть саженцы хлебного дерева и перевезти их в Вест-Индию, дабы выращивать там дешёвую пищу для рабов. Но ни саженцы, ни сам корабль не достигли берегов Вест-Индии. Причиной тому стал мятеж против несправедливости, царившей на флоте XVIII столетия. Мятеж подарил миру не только красивую легенду, но и новый закон, основанный на взаимном уважении офицеров и матросов. С тех пор Британский флот стал оплотом порядка и безопасности мореплавателей.»
1787 год, Портсмут, Англия. В 8 часов вечера отряд вербовщиков (press-gang) во главе с лейтенантом Флетчером Кристианом (Кларк Гейбл) врывается в местный трактир «Король Георг» и заставляет шестерых мужчин поступить на военно-морскую службу. Один из посетителей спрашивает, на каком корабле они будут плыть, и лейтенант сообщает, что это «HMS Bounty». На вопрос, кто является капитаном, другому человеку сообщают, что им является Уильям Блай (Чарльз Лоутон), и спрашивающий пытается сбежать, поскольку Блай — жестокий тиран, регулярно применяющий суровые наказания к экипажу за малейшие провинности. Жена Томаса Эллисона (Дональд Крисп), уволившегося со службы после рождения ребёнка, тщетно пытается уговорить лейтенанта не забирать мужа. Роджер Байам (Франшо Тоун) — сын сэра Остина Байма, идеалистический гардемарин, получает место на корабле благодаря протекторату своего друга, сэра Джозефа Бэнкса (Генри Стивенсон) и задание составить словарь таитянского языка.
Эллисон говорит лейтенанту Флетчеру, что готов сесть в тюрьму, только бы вновь не идти на службу, но тот обнадёживает молодого моряка, говоря, что позволил его жене вместе с малюткой-сыном взойти на борт для прощания. Байам знакомится с Кристианом и напившимся весёлым мистером Бахусом (Дадли Диггес), судовым врачом. Перед отплытием устраивается показательная порка моряка, поднявшего руку на капитана и получившего 20 плетей вместо 300, чему удивляется Байам. Несмотря на то, что провинившийся оказывается мёртв до экзекуции, капитан Блай всё равно приказывает привести приговор в исполнение. Один из моряков во время процесса теряет сознание.
«Баунти» покидает порт, отправляясь в двухлетнее плавание через Тихий океан. Кристиан, первый помощник капитана — грозный, но сострадательный человек, не одобряющий отношение не прислушивающегося к нему Блая к команде. Во время экзамена по навигации каждому из трёх офицеров, смотрящих на раскачивающийся фонарь, становится плохо, даже лейтенант Кристиан еле сдерживается. Байам, получивший звание мичмана, разделяет преданность Флетчера капитану из-за военно-морских традиций семьи, семь поколений которой служили на флоте.
Вновь выпивший мистер Бахус рассказывает Кристиану, как ходя под началом Джона Пола Джонса, потерял правую ногу в 1778 году на Ямайке в бою против французов, Капитан Блай приказывает лейтенанту, спустившему провинившегося днём Байама с грот-мачты из-за начавшегося шторма, вернуть мичмана на место, Кристиан без удовольствия выполняет приказ. На следующий день капитан определяет трём матросам — вору Томасу Бёркетту (Дональд Крисп), Томасу Эллисону и Уильяму Маспреду, набранным в таверне — половинное довольствие на 10 дней. Маспред получает 20 плетей за брошенную корабельную снасть, а Эллисон — столько же за то, что не ответил, кто бросил. Приговор исполняет приспешник Блая боцман Моррисон. Вскоре другой матрос, чистивший медь, получает 20 плетей за то, что не услышал склянки. В другой раз сорвавшегося в море матроса растягивают на рее. Моряка, которому во время мытья палубы песок въелся в колени, бросают в море обвязанного верёвкой после просьбы дать воды, и тот погибает. Команду лишают сыра до тех пор, пока не будет найден вор, укравший две «головы» весом 250 фунтов. Моряка Маккоя, напомнившего, что те были доставлены домой к капитану в Портсмут, самодур Блай приказывает привязать к талям до заката. Во время штиля несколько шлюпок под командованием Байама разгоняют корабль. Матрос Смит (Герберт Мандин), случайно выбросивший бадью вместе с помоями за борт, тактично помалкивает.
1789 год. Кристиан, отказавшийся от сыра во время обеда, открыто бросает вызов несправедливым действиям капитана и не желает извиняться. Довольствие урезается — пятеро матросов жалуются Кристиану, что им выделили один кусок конины под видом свинины в 4 фунта. Они ловят акулу на выданный паёк. Блай видит, как Беркетт бьёт вырванным куском шантажирующего его лоцмана в зелёном сюртуке, тот получает порцию плетей. Принёсший ему бренди бахус на этот раз говорит, что потерял ногу в бою с испанскими пиратами у берегов Тринидада. Кристиан делится мыслями с Байамом о жестокости Блая.
Вражда между Флетчером и Блаем нарастает после того, когда Кристиан отказывается подписывать судовой журнал, в котором указаны бОльшие нормы пайков, чем были выданы экипажу. Разъярённый капитан собирает команду на палубу и вынуждает лейтенанта при всех поставить подпись. На угрозы Кристиана потребовать по прибытии расследования Блай называет того «псом». Неожиданно вдали виднеется земля.
Корабль прибывает на Таити, команду радушно встречают подплывают туземцы и туземки, подносящие многочисленные дары. На борт ступает вождь Хитихити, жрец Большого Храма и друг капитана Кука, радушно принимаемый капитаном и получающий в дар шляпу, которую обещал ещё Кук, если в следующий раз король Георгом III не сможет прибыть с визитом. Вождь приказывает своим людям не принимать подарков и называет Байама «тойо» (близкий друг) и приглашает того жить в своём доме. Экипаж наполняет трюмы хлебным деревом для перевозки в Вест-Индию, Блай наказывает Кристиана, отказываясь позволить ему покинуть судно во время пребывания на суше.
Став резидентом острова, Блайам живёт с Хитихити и его дочерью Техани (Мовита Кастанеда), составляя словарь таитянского языка, в котором одно слово «смотреть» занимает три страницы. Вождь убеждает Блая позволить Кристиану, не получившему увольнительную, провести день на острове, тот соглашается, но быстро отменяет решение. Флетчер в последний момент игнорирует приказ вернуться, проводит выходной с прекрасной Маймити и на следующий день добирается до корабля вплавь. К большому разочарованию моряков райская жизнь заканчивается. Хитихити предлагает Роджеру остаться и стать его сыном, которого у него никогда не было, но преданный своему долгу Байам отказывается. Кристиан уговаривает его сказать Маймити, что он вернётся. Нескольких матросов, пойманных на другом конце острова, заковывают в кандалы и сажают в трюм. Блай вынуждает Флетчера отдать ему две подаренные Майнити жемчужины, якобы принадлежащие короне.
Узнав о болезни мистера Бахуса, не заступившего на вахту, капитан всё равно приказывает Байаму привести его на борт. Пожилой доктор является сам и получает 40 плетей. После второго удара он падает на пол, и, произнеся: «Нас не потопишь, мистер Кристиан», умирает у первого помощника на руках. Команда, увидевшая кончину своего любимца, пребывает в смятении. Понимая, что такими темпами он долго не протянет с Блаем, Флетчер просит Роджера навестить его родителей. Голодные матросы, изнурённые работой, начинает поговаривать о мятеже после смерти Бахуса и резкого урезания нормирования воды в пользу обеспечения влагой тысячи саженцев.
28 апреля. Кристиан, противившийся идее мятежа, решает, что больше не может терпеть жестокость капитана, увидев, как один из лоцман в зелёном сюртуке бьёт ногами закованных матросов, после чего одобряет и возглавляет восстание. Экипаж совершает набег на оружейный склад и захватывает корабль, лоцману протыкают ладонь штыком. Блая готовы убить на месте, но Кристиан приказывает посадить капитана и его сторонников в лодку. Их отправляют по течению, снабдив картой и пайками. Исполнителю наказаний Моррисону не остаётся места, Блай грозится дожить до повешения Кристиана. Байам, находившийся во время восстания на нижней палубе, не одобряет того, что сделал Кристиан, тщетно пытается напомнить мятежникам о присяге и при попытке отобрать ружьё оказывается вырублен Флетчером и помещается в трюм. Лейтенант командует возвращаться на Таити. Роджер получает свободу передвижения под честное слово, обещая сбежать при первой возможности, и понимает, что их дружбе с Флетчером конец. Капитан Блай решает направляться в порт Тимор в Вест-Индии, избегая островов, населённых каннибалами, и растянув 10-дневный провиант настолько, насколько это возможно, после чего читает молитву.
«27-день. 10 градусов 32 минуты южной широты, 35 градусов 19 минут западной долготы. Идём против ветра. В море ничего не ловится, довольствие хлебом снова урезали.»
Капитан стойко переносит лишения наравне с остальными и не теряет надежды.
«39-день. 10 градусов 13 минут южной широты, 5 градусов 31 минута западной долготы. Хлеба и воды урезали ниже необходимой нормы, люди пытаются сбить морских птиц вёслами. Безуспешно.»
Блай отнимает сбитую чайку у оголодавшей команды и решает разделить её поровну, отдав кровь заболевшим. Больной ботаник мистер Морган просит отдать его часть молодым.
«45-день. 9 градусов 51 минута южной широты, 15 градусов 31 минута западной долготы. Прошли 3600 миль. Тимора не видно, воды нет, пиши нет. Молим господа об избавлении.»
Матросы лежат в забытье. Закалённый Блай охрипшим голосом сообщает о земле и произносит: «Мы победили море.»
На Таити мятежники празднуют Рождество. Байам женится на Техани, а Кристиан — на Маймити, у них рождается сын. Томас Эллисон с грустью замечает, стоя у колыбели, что его сыну, которому уже исполнилось 3 года, было столько же, сколько этому малышу, когда он уходил в плавание. Остальная часть команды наслаждается свободой на острове. После долгой разлуки Байам и Кристиан мирятся. Когда к острову приближается британский корабль «Пандора», Беркетт и Маспред сбегают, а друзья решают, что они должны расстаться навсегда. Байам обещает рассказать родителям Кристиана всю правду, и с несколькими членами экипажа, в том числе с тоскующий по семье Эллисоном, остаётся, в то время как Кристиан ведёт оставшихся моряков, жену с сыном и нескольких таитянских мужчин и женщин обратно на борт «Баунти» в поисках нового убежища.
«В ту ночь на острове никто не спал. На берегу люди жгли костры в ожидании английского судна.»
Байам обещает Техани скоро вернуться, и, поднявшись на корабль вместе с другим офицером, гардемарином Стюартом, с удивлением обнаруживает, что капитаном является Блай. Тот подозревает, что оба были замешан в мятеже, и заключает обоих в трюм до прибытия в пункт назначения.
«Забрав всех матросов, оставшихся на острове, капитан Блай пустился в погоню за Флетчером Кристианом. На фрегате „Пандора“ он пробирался сквозь рифы Южных морей.»
Мистер Моррисон, закованный вместе с остальными, в том числе с пойманными Беркеттом и Маспредом, задаётся вопросом, почему их держат в заключении. Кристиан продолжает искать подходящее место. Из-за одержимости поимкой Флетчера Блая корабль попадает на рифы и начинает тонуть. Капитан распоряжается освободить пленников и садится с ними в шлюпку, держа курс на Австралию.
1792 год. Вернувшись в Англию, мятежники предстают перед военным судом. Заседание идёт уже неделю, миссис Байам (Спринг Байинтон) плачется матери. 15 сентября трибунал под председательством лорда Александра Худа (Дэвид Торренс) выслушивает показания мистера Фрая против Бёркитта, Маспреда и Эллисона. Капитан Нельсон (Френсис Листер) допрашивает Уильяма Блая о причинах мятежа, дающего показания против Роджера Байама. Выясняется, что гардемарин Стюарт умер во время перевозки. В камере Байама посещает сэр Джозеф Бэнкс и говорит во время вынесения приговора обратить внимание на кортик, лежащий перед лордом Худом — если тот будет лежать поперёк, то он оправдан, если остриём к нему — осуждён. Кортик оказывается повёрнут остриём, перед приговором Байам с чувтвом говорит о жестоком, бесчеловечном поведении капитана Блая на борту «Баунти» и своём друге Флетчере Кристиане. Лорд Худ уходит, не пожав Блаю руки.
Экипаж «Баунти» доплывает до необитаемого острова Питкэрн, который становится их новым убежищем. Кристиан уговаривает команду сжечь судно, так как у них нет пути назад. После того, как корабль налетает на мель, беглецы осуществляют задуманное.
Сэр Бэнкс и лорд Худ просят у Георга III помилования для Байама. Король подписывает бумагу со строками «…В ответ на прошение сэра Джозефа Бэнкса и лорда Худа, адмирала флота, председателя трибунала, осудившего Роджера Байама…» Освобождённый получает разрешение возобновить военно-морскую карьеру. Фильм заканчивается изображением британского флага, развевающегося на корабле.

## В ролях
- Чарльз Лоутон — капитан Уильям Блай
- Кларк Гейбл — Флетчер Кристиан, первый помощник, руководитель мятежа
- Франшо Тоун — мичман Роджер Байам, друг Флетчера (прототип — Питер Хейвуд)
- Герберт Мандин — Смит, матрос, участник мятежа (прототип — Джон Адамс)
- Эдди Куиллан — Томас «Томми» Эллисон, матрос, участник мятежа
- Дадли Диггес — мистер Бахус, корабельный врач
- Дональд Крисп — Томас Бёркитт, матрос, участник мятежа
- Генри Стивенсон — сэр Джозеф Бэнкс, друг Байама
- Френсис Листер — капитан Нельсон, судья военного трибунала
- Спринг Байинтон — миссис Байам
- Мовита Кастанеда — Техани, дочь Хитихити
- Дэвид Торренс — лорд Александр Худ, председатель военного трибунала
- Билл Бэмбридж — вождь Хитихити (прототип — Помаре I)
- Рэй Корриган — моряк (в титрах не указан)
- Гарри Кординг — солдат (в титрах не указан)
- Вивьен Окланд — Молл (в титрах не указана)

## Успех
Фильм стал одним из самых грандиозных проектов американской киноиндустрии на исходе Великой депрессии. Продюсер Ирвинг Тальберг потратил на съёмки в Океании неслыханную сумму в $2 млн. Несмотря на неординарный бюджет и скептическое отношение киномагната Л. Б. Майера, очередной масштабный проект продюсера стал для студии MGM одним из самых успешных.
Студия Warner Bros. откликнулась на порождённую «Баунти» киномоду на морские приключения картиной «Капитан Блад» с Эрролом Флинном в главной роли.
Награда:
1936 — премия «Оскар» за Лучший фильм («Metro-Goldwyn-Mayer») (последний фильм, удостоенный награды только в данной номинации)
Номинации:
- 1936 — «Оскар»:
- Лучший режиссёр (Фрэнк Ллойд)
- Лучшая мужская роль (Кларк Гейбл, Чарльз Лоутон, Франшо Тоун)
- Лучший адаптированный сценарий (Тэлбот Дженнингс, Джулс Фёртман, Кэри Уилсон)
- Лучший монтаж
- Лучшая оригинальная музыка к фильму (Герберт Стотхарт)